# Mani Aquil·li el Jove
Mani Aquil·li (en llatí Manius Aquilius Nepos) (conegut com el Jove) era probablement fill del cònsol Mani Aquil·li que ho havia estat l'any 129 aC.
Ell també va ser cònsol de Roma l'any 101 aC i va dirigir la guerra contra els esclaus de Sicília revoltats per segona vegada sota la direcció d'Atenió, i als que va derrotar i sotmetre. Va tornar a Roma l'any 100 aC i va rebre els honors del triomf. L'any 98 aC Luci Fufi el va acusar de mala administració a Sicília, però defensat per Marc Antoni l'orador, i encara que hi havia proves de la seva culpabilitat, va ser absolt a causa de la seva valentia a la guerra.
L'any 88 aC va ser legat consolar en la primera guerra mitridàtica contra Mitridates VI Eupator i va ser derrotat en la batalla del riu Amneius, a la batalla de Scorobas, i a la batalla de Protophachium. Fet presoner, va ser lliurat posteriorment al rei del Pont pels habitants de Mitilene. Mitridates el va tractar de la manera més bàrbara i finalment, el va fer morir obligant-lo a empassar-se or fos.